# Loxoporetes colcloughi
Loxoporetes colcloughi är en spindelart som först beskrevs av William Joseph Rainbow 1912.  Loxoporetes colcloughi ingår i släktet Loxoporetes och familjen krabbspindlar.
Artens utbredningsområde är Queensland. Inga underarter finns listade i Catalogue of Life.